# Чаннел-Айлендс
Чаннел-Айлендс (англ. Channel Islands National Park) — национальный парк в США. Включает в себя пять из восьми островов Чаннел, расположенных в Тихом океане, вдоль побережья южной Калифорнии от Пойнт-Консептшен вблизи Санта-Барбары до острова Сан-Клементе, расположенного к юго-западу от Лос-Анджелеса. Штаб-квартира парка и информационный центр имени Роберта Лагомарсино расположены в городе Вентура.
Площадь парка — 1009,10 км², приблизительно половина которой относится к акватории. Другая половина включает острова:
- Сан-Мигель (38 км²)
- Санта-Роза (214 км²)
- Анакапа (2,8 км²)
- Санта-Барбара (2,6 км²)
- Санта-Круз (245 км², из них 76 %, управляется организацией The Nature Conservancy[англ.], а остальные 24 % — Службой национальных парков)

26 апреля 1939 года острова были объявлены национальным памятником, в 1976 году — национальным биосферным заповедником, а 5 марта 1980 года получили статус национального парка.
Национальный парк являются местом обитания эндемичного карликового вида лис — островной лисицы.